# Emile Verhaert
Emile Verhaert, né le 5 janvier 1902 à Wiekevorst et mort le 28 août 1958 à Lierre, est un coureur cycliste belge, professionnel de 1926 à 1931.

## Palmarès
- 1926
  - Luxembourg-Lille